# Georgius Sabellicus
Georgius Sabellicus (fl. XV-XVI secolo), alias Faustus junior, come amava definirsi, è un'oscura figura di ciarlatano itinerante e truffaldino, sedicente mago e negromante, una sorta di avventuriero e trickster vissuto a cavallo tra Quattrocento e Cinquecento.
I due nomi citati, il secondo dei quali potremmo tradurre come Faust il Giovane o novello Faust, fanno parte di una lunga filza di appellativi, almeno in parte fittizi, dietro cui egli celava la sua identità.
La vicenda biografica di Sabellicus, sebbene molto scarna ed evanescente, ha lasciato dietro di sé una precisa e riconoscibile scia di tracce storicamente certe, che riconducono pressappoco alla stessa epoca del Dr. Johann Georg Faust (1480 – circa 1540).
Quella stessa vicenda, sovrapponendosi temporalmente a quella di Faust, fin quasi a confondersi praticamente con essa, ha dato un importante contributo al delinearsi dei contorni leggendari di un personaggio che avrebbe conosciuto grande notorietà e fortuna letteraria, grazie ad autori come Christopher Marlowe, con la sua Tragical History of Doctor Faustus, e Goethe, con il suo Faust.
L'epiteto Sabellicus, che egli si attribuiva, viene da qualcuno messo in relazione con l'aura negromantica che promanerebbe dalla zona dei monti Sabini.

## Notizie biografiche
La sua figura, pur nella vaghezza ed evanescenza dei tratti, assume contorni molto controversi. William Godwin considera degno di nota il fatto che Gabriel Naudé, nella sua Apologie pour les grands hommes soupçonnez de magie del 1625 (un vero e proprio 'regesto' dei più distinti personaggi accusati di stregoneria, redatto con l'intento di riparare l'onore dei sospettati) si occupi solo di sfuggita dell'intero fenomeno Faust. Nelle poche righe dedicate al fenomeno, Naudé definisce Sabellicus come un personaggio arrogante e altezzoso che, attribuendosi appellativi altisonanti, ambiva a elevare le sue pretese fino a ottenere per sé una reputazione immortale. La sua iattanza, sempre nelle parole del Naudé, poggiava sulla particolare capacità di promettere tutto, senza nulla poter mantenere.

### La menzione di Tritemio

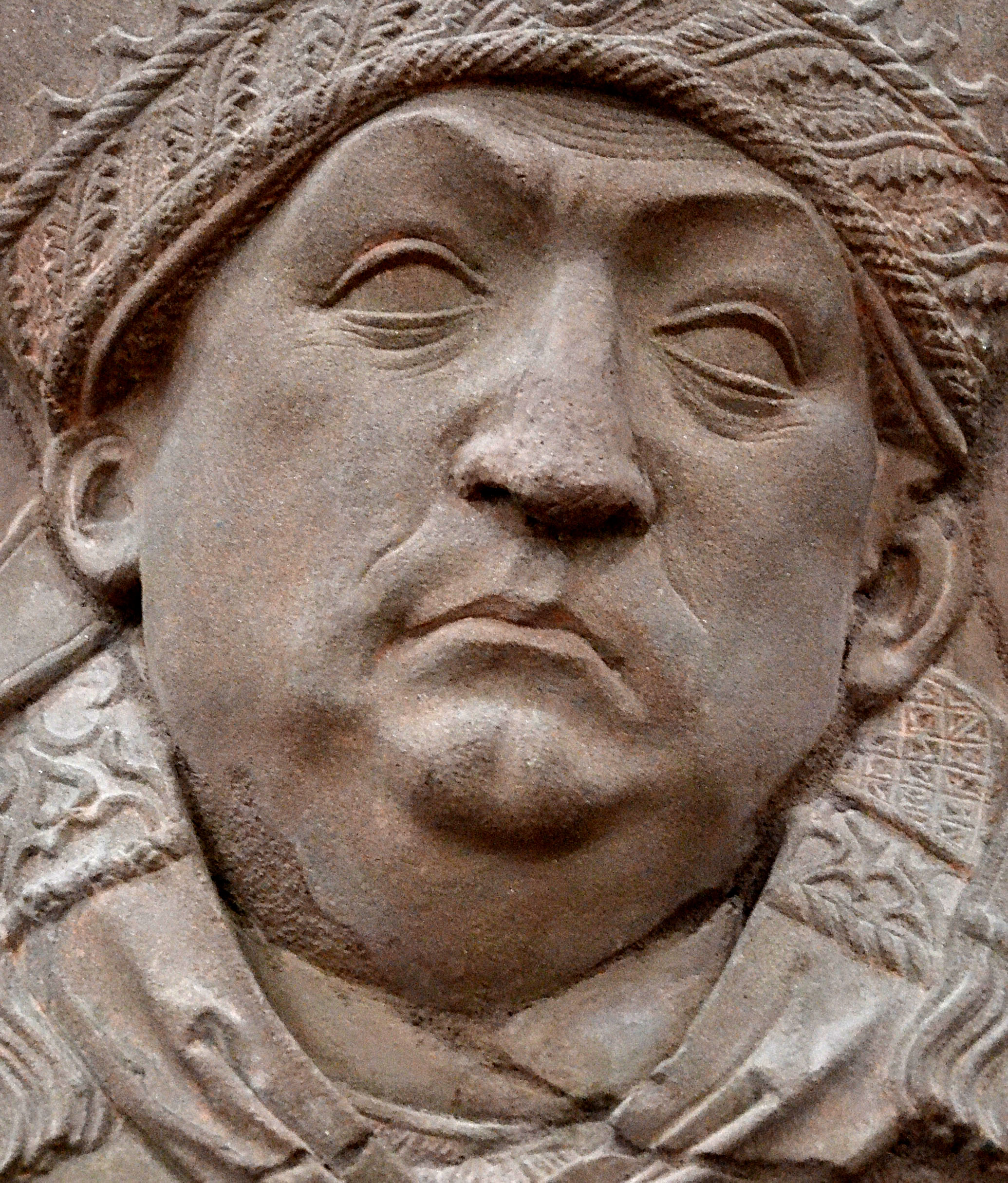
Johannes Trithemius, abate di Sponheim, dà menzione di Sabellicus nel 1506

Troviamo una precisa menzione del personaggio nell'epistolario di Johannes Trithemius (alias Tritemio, 1462-1516), abate di Sponheim, umanista e studioso liberale di alta reputazione, anch'egli versato in materia di occultismo. Nel maggio 1506, trovandosi a Gelnhausen di ritorno da Brandeburgo, Tritemio fu molto vicino a imbattercisi di persona, arrivando quasi a incontrare quell'oscuro e fugace personaggio, che allora vagava per contrade sotto il nome fittizio di Georgius Sabellicus,.
Ne fa menzione lo stesso abate, in una lettera in latino, scritta il 20 agosto 1507 e pubblicata nel 1536: in essa Tritemio si rivolge all'astrologo e matematico Johannes Virdung di Heidelberg, che gli aveva chiesto notizie di quel Georgius Sabellicus di cui il suo corrispondente epistolare, mostrandosi così interessato a quel personaggio, da accingersi a volerlo incontrare.

#### Il mancato incontro nella locanda di Gelnhausen
Tritemio, nella lettera, fornisce alcune informazioni su quel Georgius Sabellicus e, dal canto suo, si premura di mettere decisamente in guardia il proprio dotto interlocutore da un simile soggetto. L'abate, nel riferire al suo amico le circostanze di quell'incontro appena sfiorato, è molto esplicito e non nasconde le negative impressioni che aveva ricavato da quella circostanza.
Sabellicus, in quei giorni di maggio del 1506, si trovava infatti alloggiato in una locanda di Gelnhausen, mentre Tritemio, come già detto, stava giungendo in città di ritorno da Brandeburgo. Il presunto mago, saputo dell'imminente venuta in città dell'abate, si era precipitosamente dileguato, evitando accuratamente un eventuale incontro. Ma nel far questo aveva lasciato una traccia dietro di sé in una carta che un cittadino di Gelnhausen si fece carico di consegnare all'abate: in quel documento egli si firmava pomposamente come "Magister Goorgius (o Georgius) Sabellicus, Faustus junior, fons Necromanticorum, Astrologus, Magus secundus, Chiromanticus, Agromanticus (Aeromanicus?), Pyromanticus, et in Hydra arte nulli secundus" (Maestro Georgius Sabellicus, novello Dottor Faust, fonte della necromanzia, astrologo, secondo mago, chiromante, aeromante, piromante e secondo a nessuno nell'idromanzia").

#### Millanterie di Sabellicus

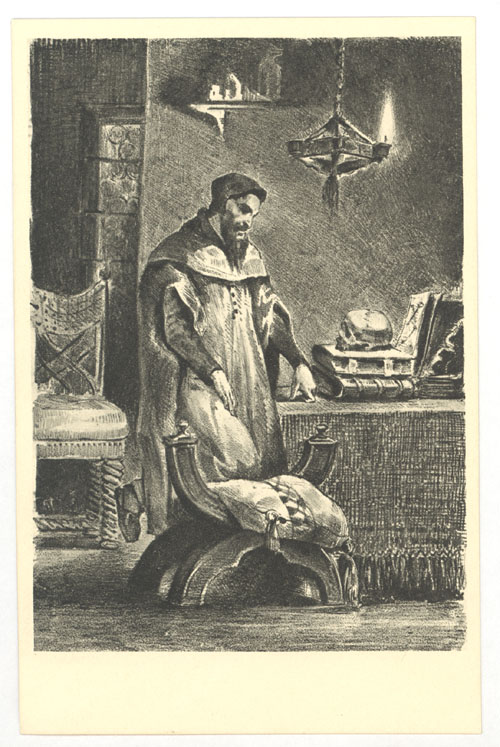
Dottor Faust nel suo studio di magia (litografia di Delacroix)

L'abate continua la sua lettera raccontando di aver saputo, inoltre, che Sabellicus andava menando gran vanto di conoscere a menadito tutte le opere di Platone e Aristotele: millantava a tal punto la sua confidenza con quelle opere da sostenere di essere in grado di poterle perfino ricostruire a memoria, nel caso fossero andate perdute o distrutte. In questa presunta enorme sapienza, Sabellicus accostava se stesso all'antica figura sapienziale ebraica dell'Ezra biblico, quale unica altra persona in grado di compiere un simile exploit mnemonico.
Tritemius, rivolto ancora al suo interlocutore epistolare, commenta con sommo disprezzo quelle millanterie, definendo Sabellicus un essere indegno, «totalmente ignorante di belle lettere, tanto da potersi definire un folle piuttosto che un filosofo», un fraudolento vagabondo, meritevole di essere aggiogato a un carro ed essere preso a frustate.

#### Blasfemie
Secondo quanto giunto a conoscenza di Trithemius, Sabellicus aveva alloggiato in passato anche a Würzburg, dove era andato vantandosi delle sue doti magiche, arrivando, con toni blasfemi, perfino ad affermare che era in suo potere la capacità di riprodurre, a piacimento e con facilità, tutti i miracoli di Gesù Cristo.
Qualche mese prima della lettera, nel corso di quello stesso anno 1507, quando si era in tempo di Quaresima - ci informa ancora Trithemius nella sua missiva - quello stesso personaggio si trovava a Kreuznach, dove si era vantato a gran voce di essere il più potente alchimista, in grado di soddisfare qualunque richiesta, da chiunque essa provenisse.

#### Accuse di sodomia e pedofilia
Durante quel periodo - afferma sempre Trithemius nella corrispondenza epistolare con Virdung - Sabellicus aveva perfino ricevuto un incarico di insegnante: Franz von Sickingen gli aveva infatti affidato una cattedra rimasta vacante in una certa città. 
Ma di quella posizione magistrale egli aveva ben presto abusato senza farsi scrupoli, adescando i suoi allievi maschi, per abbandonarsi a fornicazioni e indulgere in sodomie pedofile, salvo poi darsi a una precipitosa fuga per sottrarsi all'imminente punizione che incombeva su di lui, dopo che la depravazione era venuta a galla.

#### Sabellicus e la figura dei ciarlatani girovaghi

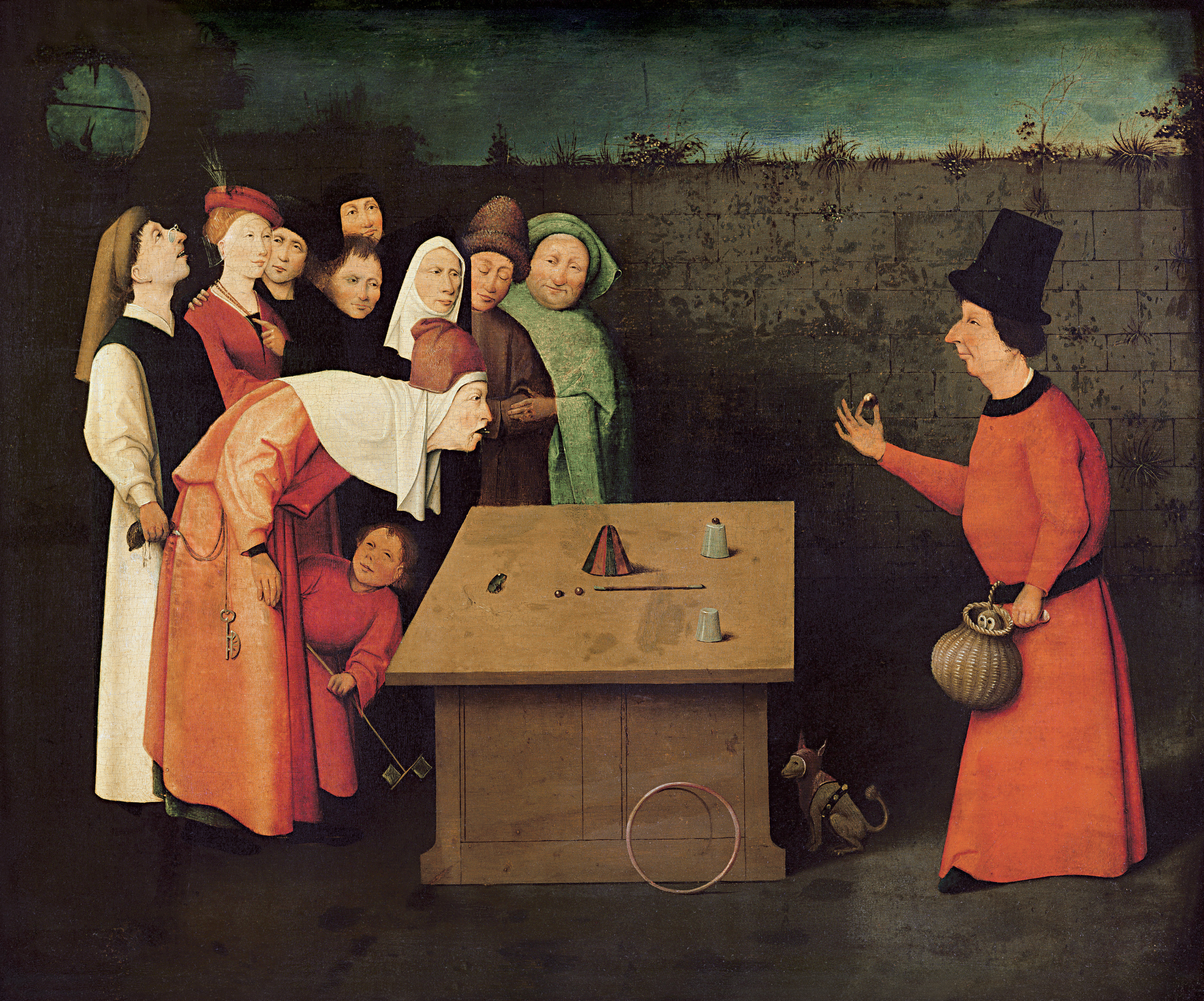
Il Prestigiatore di Hieronymus Bosch: un ciarlatano itinerante inganna i suoi interlocutori creduloni, nell'Europa rinascimentale

Nello scritto di Tritemio la figura di Sabellicus si delinea con i caratteri canonici di un fenomeno dell'epoca, quella di uno dei tipici e ricorrenti «scholastici vagantes»: si trattava di pseudo-sapienti girovaghi (fahrende Schüler in tedesco), dietro cui, a discapito dell'appellativo pretenzioso che richiamava i clerici vagantes delle università medievali, si nascondeva in realtà gente di poca o nulla sapienza, quella sorta di ciarlatani e imbonitori che il folclore incarnava nell'immagine dei trickster. Le figure di scholastici vagantes erravano per il mondo, per città, per contrade e campagne, senza farsi remore di ingaggiare dotte dispute contro veri sapienti, di spacciarsi per cercatori di tesori, o per padroni del clima, pur di ingannare i loro interlocutori e spillare quattrini alle loro vittime, facendo leva su ignoranza e credulità.

### Sabellicus e la vicenda delle materializzazioni diFaust
Il nome di "Faustus junior" (novello Faust, o Faust il giovane) rappresenta la prima menzione di un mago apparso con il nome di Faust.
Tanto la definizione di "Magus secundus" (secondo mago), quanto l'epiteto junior, potrebbero celare un riferimento a un precedente prestigiatore attivo con lo stesso nome nell'ultimo scorcio del XV secolo, alla cui fama Sabellicus intendeva ricollegarsi, sebbene dell'esistenza di questo precursore non si conoscano altre tracce. 

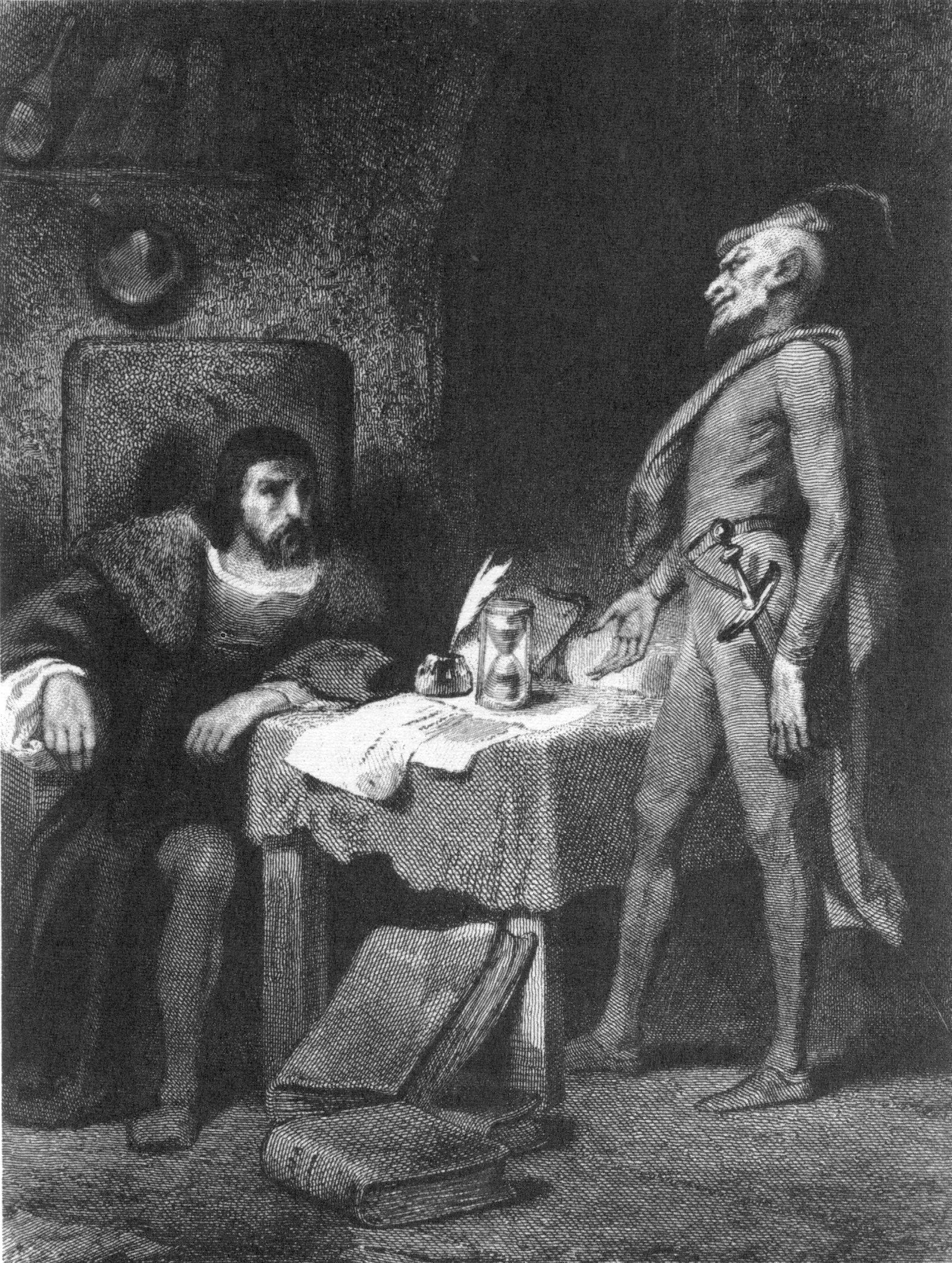
Il dottor Faust e Mefistofele. Illustrazione di Tony Johannot a un'edizione ottocentesca dell'opera di Goethe

#### Genesi della leggenda di Faust
Sarebbe stato questo presumibile predecessore a fornire le basi iniziali della mitopoiesi di Faust, a partire dalle quali, con il trascorre degli anni, si sarebbe coagulata una fama collettiva. Potrebbe essere stato questo il vero nome del precursore, o altrimenti un epiteto augurale latineggiante, con il significato di 'Fortunato'. A sostenere l'importanza del ruolo svolto da questo capostipite nella genesi della leggenda faustiana, fu, nel 1874, l'autorevole poeta e letterato tedesco Karl Joseph Simrock.
Tuttavia, un ruolo determinante nel nutrire e dare spessore leggendario alla figura di Faust dovette averla proprio il Sabellicus, la cui figura di ciarlatano errabondo incarna pienamente l'«indegno prototipo di studioso errante (fahrende Schuler) dell'immortale personaggio del Faust di Goethe» come emerge chiaramente da uno scambio di battute tra Mefistofele e Dottor Faust, in un celebre passo dell'opera di Goethe:
(Johann Wolfgang von Goethe, Faust, traduzione di Giovita Scalvini (1835), pag. 24 - online da LiberLiber)

##### I tre personaggi delle apparizioni di Faust tra XV e XVI secolo
In definitiva, dietro le diverse materializzazioni del Dottor Faust, potrebbe essere adombrato il passaggio di tre distinti personaggi, dotati ciascuno di consistenza reale e legati tra loro da un filo comune, costituito dal richiamo a uno stesso nome:
- il cinquecentesco Georgius Sabellicus (sedicente secundus magus e Faustus junior)[5], ovvero il personaggio di cui si occupa questa voce;
- il presumibile antesignano di fine Quattrocento, cioè quel mago Faustus, che a questo punto potrebbe essere definito senior, e alla cui fama avrebbe inteso riagganciarsi Georgius Sabellicus associando alla sua persona l'attributo junior[5];
- il Dottor Faust di cui si avrà la prima menzione nel 1525[5].

## Omonimie
Sebbene non si conosca l'esistenza di alcuno scritto attribuibile a Sabellicus, un nome simile a quello dell'impostore e sedicente mago cinquecentesco compare in alcune opere pubblicate nel XX secolo. Il nome del ciarlatano è infatti condiviso da un autore recente, tale Jörg Sabellicus (alias Sebastiano Fusco), scrittore di magia ed esoterismo, che ha utilizzato questo pseudonimo per firmare i libri da lui curati in materia.